# Piscine de Firminy-Vert
 (avril 2025).
La piscine de Firminy-Vert est un équipement sportif situé à Firminy dans la Loire en France.

## Historique
La piscine, réalisée par André Wogenscky, élève de Le Corbusier, est dans l’esprit du maître.
Elle fut conçue à partir du plan de masse réalisé par  Le Corbusier qui avait installé un équipement aquatique à cet emplacement.
Cet équipement fut inauguré en 1970. En 2005 la piscine est inscrite à l'Inventaire supplémentaire des Monuments Historiques.
De 2004 à 2006 la piscine fut fermée pour être restaurée et réhabilitée.

## Présentation
La piscine reprend les points essentiels de l'architecture corbuséenne.